# Ivar Agge
Karl Ivar Agge, född 29 september 1903 i Klara församling, Stockholm, , död 15 november 1978 i Adolf Fredriks församling, Stockholm
, var en svensk jurist. 
Han var bror till Gunnar Agge.
Agge blev juris kandidat 1926 och juris doktor 1933 med avhandlingen Bidrag till läran om civildomens rättskraft. Från 1932 var han docent i processrätt vid Stockholms högskola. Han var professor vid Stockholms universitet, 1941–61 i straffrätt och juridisk encyklopedi och 1961–70 i allmän rättslära. Bland hans främsta arbeten märks Bidrag till läran om förfalskningsbrotten (1941) och Straffrättens allmänna del (1–3, 1959–64). Agge är begravd på Bromma kyrkogård.